# Monte Yamin
Monte Yamin (en indonesio: Gunung Yamin; también Puncak Yamin o Prins Hendrik-top) es un pico se encuentra en la provincia de Alta Papúa, Nueva Guinea, en el extremo este de Indonesia. Se eleva hasta los 4087 metros, lo que la convierte en la cuarta montaña más alta en Nueva Guinea. La montaña está pobremente estudiada y explorada (no hay registros ninguna escaladas o expediciones).
En 1913, el Monte Yamin (o Prins Hendrik-top, ahora Puncak Yamin) fue bautizado y registrado con un poco de nieve "eterna". A pesar de esto desde entonces esta "nieve" ha desaparecido.